# 鬼界カルデラ

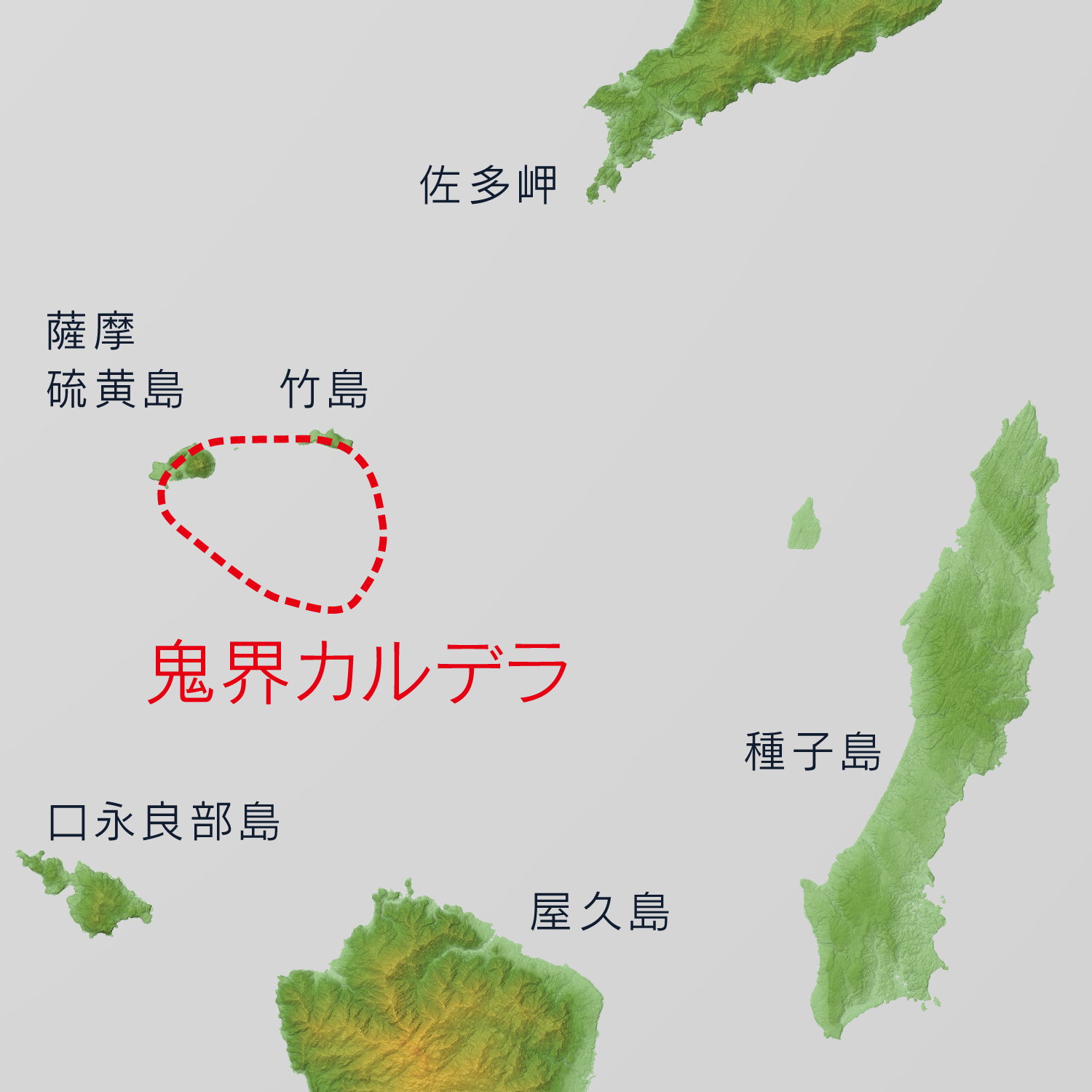
鬼界カルデラの位置

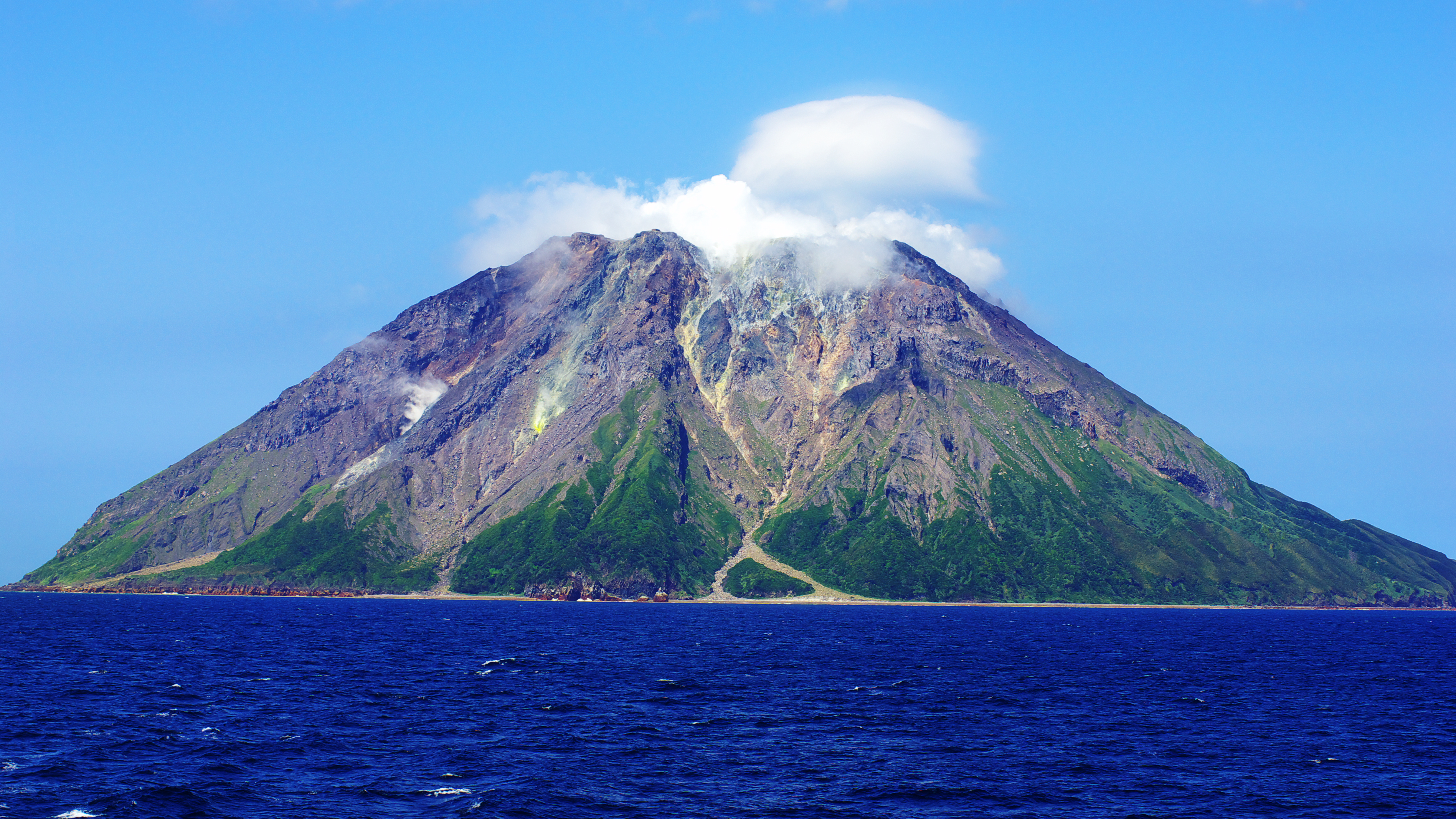
薩摩硫黄島硫黄岳（2015年5月、東方より撮影）
ステレオ写真はこちら

鬼界カルデラ（きかいカルデラ）は、薩摩半島から約50 km南の大隅海峡にあるカルデラ・海底火山。直径は約20 km。薩南諸島北部にある薩摩硫黄島、竹島がカルデラ北縁の外輪山に相当する。カルデラ中央海底には、単一の火口に由来するものとしては世界最大規模の溶岩ドームがある。溶岩ドームからは現在も火山性ガスの気泡が噴出しており、地下にはマグマ溜りが存在すると考えられている。薩摩硫黄島はランクAの活火山に指定されている。
先史時代以前に複数回の超巨大噴火を起こしている。約7300年前の大規模カルデラ噴火は過去1万年の内では世界最大規模で、火砕流が九州南部にも到達し、九州南部の縄文文化を一時的に壊滅させたと推測されている（噴火から数百年～千年程度で縄文文化が再生された）。鬼界カルデラは海底にあるが、浅海域から発生した火砕流は海面上まで上りつめ、海面上を滑走しながら九州南部まで達したと考えられている。また、近年の研究では、屋久島、口永良部島、大分県、徳島県、和歌山県などで噴火に伴い発生したと考えられる津波の痕跡が発見されたとの報告がある。

## 地形
カルデラは東西約21 km、南北約 18kmの楕円形であり、約7300年前の噴火で形成された内側のカルデラと、それ以前に形成された外側のカルデラの二重となっている。カルデラ底部の水深は400 - 500 m。海底には多数の海底火山があり起伏に富んだ地形になっている。カルデラ外輪山として竹島、硫黄島が海面上にある。硫黄島の硫黄岳、稲村岳、及び昭和硫黄島は後カルデラ火山。外輪山の矢筈岳、硫黄島西部の平坦部は先カルデラ火山。硫黄島から南東方向の中心部付近には海底の高まりがあり、後カルデラ火山活動によって形成された中央火口丘と推定される。このうち1つの浅瀬は海面上にあり、3つの岩礁からなっている。神戸大学などの研究チームが2016年から2017年にかけて行った海底調査では、直径約10 km、高さ約600 m、体積約40 km3の溶岩ドームを確認した。

## 主な噴出物
- 約96万年前
  - 安房テフラ (Anbo)[6]
- 約63万年前

幸屋火砕流と鬼界アカホヤの広がり。九州南部・東部、四国、本州瀬戸内海沿い、および和歌山県で20 cm以上あり、広くは朝鮮半島南部や東北地方にも分布する。

  - 小瀬田火砕流 (Ksd)：屋久島や種子島に層厚10 m以上で分布する火砕流堆積物。分布範囲、ジルコンから鬼界カルデラが供給源と推定されている[6]。
- 約14万年前
  - 小アビ山火砕流 (Kab)：硫黄島と竹島に分布している流紋岩質の火砕流堆積物。層厚は竹島で20 - 100 m、硫黄島で数 m - 50 m。（VEI-7?） 最下層に降下軽石層があり、下部の火砕流堆積物は強く溶結している。
- 約9万5000年前
  - 長瀬火砕流：軽石を含む流紋岩質の火砕流堆積物。非溶結で大量の火山豆石を含む。
  - 鬼界葛原（きかいとずらはら）火山灰 (K-Tz)：長瀬火砕流から巻き上げられた火山灰 (Co-ignimbrite ash)。九州地方から関東地方にかけて分布する広域テフラで、長瀬火砕流と合わせた総体積は約150 km3（138 km3 DRE、DRE＝マグマ噴出量）。
- 約1万6000 - 9000年前
  - 籠港降下火山灰累層 (K-Ko)：玄武岩から安山岩質の溶岩からなる降下軽石・スコリア層群。ブルカノ式噴火によって形成されたと推定されている。硫黄島での全体の厚さは約40 m。
- 約9000 - 7300年前
  - 長浜溶岩流 (NGH)：硫黄島西部の平坦部を構成する流紋岩質の溶岩流で、海面からの層厚は80 m以上にも及ぶ。下部は垂直で太い不規則な柱状節理が発達している。
- 約7,300年前（暦年補正）
  - 船倉（幸屋）降下軽石 (K-KyP)：体積は約20 km3 (12.8 km3 DRE)。
  - 船倉火砕流
  - 竹島（幸屋）火砕流 (K-Ky)：体積は約50 km3。広く薄く分布しているのが特徴の火砕流堆積物 (low-aspect ratio pyroclastic flow) で、このような特徴の火砕流としてはAso-4 (90 ka)、タウポ火砕流 (18 ka) が知られる[7]。
  - 鬼界アカホヤ火山灰 (K-Ah)：幸屋火砕流のco-ignimbrite ash fall. 体積は100 km3以上（幸屋火砕流と合わせて84 km3 DRE以上）。国内では宮城県以南に分布する広域テフラ[8]。種子島・屋久島において噴火と連動し生じた複数回の地震痕跡を確認したとの報告がある[9]。
  - 合計総体積約170 km3 以上 (96.8 km3 DRE)[注 1][10][2]。
- 約7300年前以降（後カルデラ火山）
  - 約6000年前 - 現在
    - 硫黄岳火山：流紋岩質の溶岩ドーム群からなる複成火山。降下火砕物、火砕流などを噴出。

  - 約3900 - 3200年前
    - 稲村岳火山：一見単成火山のスコリア丘のように見えるが、玄武岩質のスコリア・溶岩流からなる成層火山。

## 有史以降の火山活動
- 1934年（昭和9年）- 1935年（昭和10年）：硫黄島から約2km東方で海底噴火。

直径約300 m、標高約50 mの昭和硫黄島が形成された。
- 1936年（昭和11年）：薩摩硫黄島の硫黄岳で噴煙を観測。
- 1988年（昭和63年）：薩摩硫黄島の硫黄岳で噴煙を観測。
- 1999年（平成11年）-2004年（平成16年）：薩摩硫黄島の硫黄岳で断続的に噴火。

## 調査研究史
昭和初期に付近の島々を調査した地質学者の松本唯一は、ここに巨大なカルデラが存在していることを指摘し、鬼界ヶ島にちなんで鬼界火山と命名。1943年に鬼界カルデラとして学会に提唱した。1976年にはアカホヤと呼ばれていた地層がこのカルデラを起源としていることが確認された。
2016年から2017年かけて行われた海底調査の結果、直径約10 km、高さ約600 m、体積約30 km3にもなる巨大な溶岩ドームが確認され、現在も活発な噴火活動が続いていることが判明した。
2018年には、俳優で火山探検家でもある滝沢秀明が神戸大学海洋底探査センターの協力を得て行った海底地形探査で、世界最大級巨大溶岩ドームの構造が鮮明になり、滝沢が海域潜水採取した岩石の分析からは鬼界カルデラ直下のマグマが巨大カルデラ形成元となり噴火する可能性が示された。この調査には日本放送協会（NHK）も同行しており、その映像記録は同年5月30日に「滝沢秀明の火山探検紀行 巨大カルデラの謎に迫る」として放送された。また、英ネーチャーウェブ誌上論文にも名を連ねた。
神戸大学の練習船「深江丸」よりも海底下地中の構造を深く探査できる海洋研究開発機構 (JAMSTEC) の海底広域研究船「かいめい」が2021年度に投入された。

## 日本ジオパーク
2015年9月4日に、三島村・鬼界カルデラジオパークとして「日本ジオパーク」に認定された。